# Barna álszajkó
A barna álszajkó (Trochalopteron elliotii) a madarak osztályának verébalakúak (Passeriformes) rendjébe és a  Leiothrichidae családjába tartozó faj.

## Rendszerezése
A fajt Jules Verreaux francia ornitológus írta le 1870-ben. Sorolták a Garrulax nembe Garrulax elliotii néven.

## Alfajai
- Trochalopteron elliotii elliotii J. Verreaux, 1870
- Trochalopteron elliotii prjevalskii Menzbier, 1887[2]

## Előfordulása
Dél-Ázsiában, Kína és India területén honos. A természetes élőhelye a szubtrópusi vagy trópusi hegyi esőerdők, magaslati cserjések, valamint szántóföldek és legelők. Állandó, nem vonuló faj.

## Megjelenése
Testhossza 26 centiméter, testtömege 40–72 gramm.